# 各年のアルゼンチンの一覧

アルゼンチンの国旗

各年のアルゼンチンの一覧（かくねんのアルゼンチンのいちらん）は、アルゼンチンの各年ごとの記事の一覧。この一覧ではアルゼンチンの各年ごとの記事の他、各世紀と各年代、アルゼンチンの各分野における各年ごとの記事についても取り扱う。

## 一覧

### 19世紀
- 1800年代
  - 1800年のアルゼンチン（英語版） 1801年のアルゼンチン（英語版） 1802年のアルゼンチン（英語版）
- 1820年代
  - 1827年のアルゼンチン（英語版）
- 1850年代
  - 1851年のアルゼンチン（英語版） 1852年のアルゼンチン（英語版） 1859年のアルゼンチン（英語版）
- 1860年代
  - 1864年のアルゼンチン（英語版）
  - 1865年のアルゼンチン（英語版） 1866年のアルゼンチン（英語版） 1867年のアルゼンチン（英語版） 1868年のアルゼンチン（英語版） 1869年のアルゼンチン（英語版）
- 1870年代
  - 1870年のアルゼンチン（英語版） 1871年のアルゼンチン（英語版） 1872年のアルゼンチン（英語版） 1873年のアルゼンチン（英語版）
  - 1875年のアルゼンチン（英語版） 1876年のアルゼンチン（英語版） 1877年のアルゼンチン（英語版） 1878年のアルゼンチン（英語版） 1879年のアルゼンチン（英語版）
- 1880年代
  - 1880年のアルゼンチン（英語版） 1881年のアルゼンチン（英語版） 1882年のアルゼンチン（英語版） 1883年のアルゼンチン（英語版） 1884年のアルゼンチン（英語版）
  - 1885年のアルゼンチン（英語版） 1886年のアルゼンチン（英語版）
- 1890年代
  - 1890年のアルゼンチン（英語版） 1899年のアルゼンチン（英語版）
- 1900年代
  - 1900年のアルゼンチン（英語版）

### 20世紀
- 1900年代
  - 1901年のアルゼンチン（英語版） 1902年のアルゼンチン（英語版） 1905年のアルゼンチン（英語版）
- 1910年代
  - 1914年のアルゼンチン（英語版） 1919年のアルゼンチン（英語版）
- 1920年代
  - 1925年のアルゼンチン（英語版） 1927年のアルゼンチン（英語版） 1929年のアルゼンチン（英語版）
- 1930年代
  - 1934年のアルゼンチン（英語版）
- 1940年代
  - 1940年のアルゼンチン（英語版） 1941年のアルゼンチン（英語版） 1942年のアルゼンチン（英語版） 1943年のアルゼンチン（英語版） 1944年のアルゼンチン（英語版）
- 1950年代
  - 1955年のアルゼンチン（英語版） 1956年のアルゼンチン（英語版）
- 1960年代
  - 1965年のアルゼンチン（英語版） 1966年のアルゼンチン（英語版） 1967年のアルゼンチン（英語版） 1969年のアルゼンチン（英語版）
- 1970年代
  - 1973年のアルゼンチン（英語版） 1974年のアルゼンチン（英語版）
- 1990年代
  - 1991年のアルゼンチン（英語版） 1997年のアルゼンチン（英語版） 1998年のアルゼンチン（英語版） 1999年のアルゼンチン（英語版）

### 21世紀
- 2000年代
  - 2000年のアルゼンチン（英語版） 2001年のアルゼンチン（英語版） 2002年のアルゼンチン（英語版） 2003年のアルゼンチン（英語版） 2004年のアルゼンチン（英語版）
  - 2005年のアルゼンチン（英語版） 2006年のアルゼンチン（英語版） 2007年のアルゼンチン（英語版） 2008年のアルゼンチン（英語版） 2009年のアルゼンチン（英語版）
- 2010年代
  - 2010年のアルゼンチン（英語版） 2011年のアルゼンチン（英語版） 2012年のアルゼンチン（英語版） 2013年のアルゼンチン（英語版） 2014年のアルゼンチン（英語版、スペイン語版）
  - 2015年のアルゼンチン（英語版、スペイン語版） 2016年のアルゼンチン（英語版、スペイン語版） 2017年のアルゼンチン（英語版、スペイン語版） 2018年のアルゼンチン（英語版、スペイン語版） 2019年のアルゼンチン（英語版、スペイン語版）
- 2020年代
  - 2020年のアルゼンチン（英語版）

## 文化と芸術

### テレビ放送
- 2010年代
  - 2012年のアルゼンチンのテレビ（スペイン語版） 2013年のアルゼンチンのテレビ（スペイン語版） 2014年のアルゼンチンのテレビ（スペイン語版）
  - 2015年のアルゼンチンのテレビ（スペイン語版） 2016年のアルゼンチンのテレビ（スペイン語版）

### 映画
- Lists of Argentine films（英語版）